# Stadion Germain Comarmond
Stadion Germain Comarmond je višenamjenski stadion u mjestu Bambous na Mauricijusu. Uglavnom se koristi za nogometna i atletska natjecanja. Stadion je izgrađen 2001., s kapacitetom od 6,000 sjedaćih mjesta. Stadion je bio domaćin Afričkog prvenstva u atletici 2006. Korisnici stadiona su nogometni klubovi Petite Rivière Noire SC i Bambous Etoile de L'Ouest SC, te Mauricijskih nogometnih reprezentacija do 17 i 20 godina.

## Vanjske poveznice
- World Stadioums - Stade Germain Comarmond  Arhivirana inačica izvorne stranice od 25. listopada 2015. (Wayback Machine)
- Virtual Globetrotting - Stade Germain Comarmond
- Facebook stranica